# Мудань
Муда́нь (кит. упр. 牡丹, пиньинь Mǔdān) — район городского подчинения городского округа Хэцзэ провинции Шаньдун (КНР). Название района означает «пион» и связано с тем, что из-за большого количества произрастающих в этих местах пионов эту землю издревле называли «пионовой волостью».

## История
При империи Западная Хань в этих местах были созданы уезды Цзюйян (句阳县), Цзями (葭密县) и Люйду (吕都县), входившие в округ Цзиян (济阴郡). При империи Восточная Хань уезды Цзями и Люйду были присоединены к уезду Цзюйян.
При империи Северная Вэй в 488 году в составе округа Цзиян в этих местах был образован уезд Чэнши (乘氏县). При империи Суй уезд Чэнши был расформирован, но при империи Тан в 621 году образован вновь. При империи Северная Сун была создана область Цаочжоу (曹州), в подчинении которой оказался уезд Чэнши; в 1102 году область была поднята в статусе и стала Синжэньской управой (兴仁府).
После того, как эти места были завоёваны чжурчжэнями и оказались в составе империи Цзинь, в 1166 году уезд Чэнши был присоединён к уезду Цзиян (济阴县). В 1168 году Хуанхэ затопила административный центр Цзияна, и поэтому власти уезда Цзиян и области Цаочжоу перебрались в бывший административный центр уезда Чэнши (на территории современного района Мудань).
При империи Мин в 1368 году уезд Цзиян был расформирован, а его территория перешла под непосредственное управление властей области, а в следующем году правление области перебралось на территорию современного уезда Цаосянь. В 1371 году область была понижена в статусе, и стала уездом Цаосянь. В 1446 году область Цаочжоу была создана вновь, её правление разместилось в административном центре бывшего уезда Чэнши.
При империи Цин в 1724 году область Цаочжоу была поднята в статусе до «непосредственно управляемой» (то есть подчинённой непосредственно властям провинции, без промежуточного звена в виде управы), а в 1735 году повышена в ранге до Цаочжоуской управы (曹州府), при этом земли, которые ранее подчинялись непосредственно областным властям, были объединены в уезд Хэцзэ (菏泽县), подчинённый напрямую управе. После Синьхайской революции в Китае была проведена реформа структуры административного деления, и в 1913 году управы были упразднены.
В марте 1949 года урбанизированная часть уезда Хэцзэ была выделена в отдельный район Чэнгуань («Внутригородской район») уездного уровня. В августе 1949 года была создана провинция Пинъюань, в составе которой был образован Специальный район Хэцзэ (菏泽专区); уезд Хэцзэ и район Чэнгуань вошли в состав Специального района Хэцзэ.
В ноябре 1952 года провинция Пинъюань была расформирована, и Специальный район Хэцзэ был передан в состав провинции Шаньдун. В августе 1953 года район Чэнгуань был присоединён к уезду Хэцзэ в качестве посёлка Чэнгуань. В ноябре 1958 года Специальный район Хэцзэ был присоединён к Специальному району Цзинин (济宁专区), но в июне 1959 года был восстановлен в прежнем составе. В 1960 году уезд Хэцзэ был преобразован в город Хэцзэ, но в 1963 году город Хэцзэ вновь стал уездом Хэцзэ. В марте 1967 года Специальный район Хэцзэ был переименован в Округ Хэцзэ (菏泽地区). В 1983 году уезд Хэцзэ был вновь преобразован в город Хэцзэ.
Постановлением Госсовета КНР от 23 июня 2000 года были расформированы Округ Хэцзэ и город Хэцзэ, а вместо них с 8 января 2001 года был образован Городской округ Хэцзэ; территория бывшего города Хэцзэ стала районом Мудань в его составе.

## Административное деление
Район делится на 10 уличных комитетов, 13 посёлков и 1 волость.